# Varg Vikernes
Varg Vikernes, ursprungligen Kristian Vikernes, även känd som Greven, numera Louis Cachet, född 11 februari 1973 i Bergen, Norge, är en norsk musiker och författare, dömd för mord. 
Vikernes är främst känd för sitt black metalband Burzum och för mordet på Øystein Aarseth (Euronymous) i augusti 1993, för vilket han dömdes till 21 års fängelse. Han blev frisläppt ur fängelset i maj 2009. Senare blev han nazist. År 2013 greps Vikernes återigen, den här gången i Frankrike, misstänkt för att ha förberett ett attentat, men han släpptes fri efter några dagar.

## Biografi

### De tidiga åren
Kristian Vikernes var först känd under pseudonymen Count Grishnackh, eller mer populärt Greven. Namnet Grishnackh är taget från en figur i Tolkiens sagovärld som omnämns vid ett fåtal tillfällen i Sagan om de två tornen. Det var under detta namn som han 1991 grundade enmansprojektet Burzum. Burzum släppte en mängd skivor de följande åren, upp till två per år. Vikernes uttryckte ett stort förakt mot samhället och ett intresse för döden och satanism vilket ledde till att han brände ned flera norska träkyrkor. På omslaget till Burzums album Aske, ses den rykande ruinen av Fantoft stavkyrka och på en annan avbildas en tändare på omslaget. Runt om Vikernes fanns vid den här tiden en grupp personer med liknande intressen, som samlades kring skivbolaget Deathlike Silence Productions och skivaffären Helvetet i Oslo, som båda drevs av gitarristen Euronymous i bandet Mayhem. Ibland kallades denna grupp för Den svarta cirkeln.
Den 26 juli 1992 försökte en 18-årig kvinna tända på Therion-medlemmen Christofer Johnssons hem i Upplands Väsby. Hon satte även fast ett meddelande med en kniv på dörren där det stod: "The Count Was Here, and He Will Come Back" (Greven var här, och han kommer att komma tillbaka). Elden släcktes innan någon allvarlig skada skett. Kvinnan greps kort därefter och hennes dagbok togs i beslag av svensk polis, där man fann att hon bland annat skrivit att hon utfört dådet på uppdrag av Vikernes. 18-åringen uppges ha varit medlem i Den Svarta Cirkeln och att hon även ska ha varit Vikernes flickvän. Motivet till dådet ska ha varit att Vikernes ansåg Johnsson vara en posör.[källa behövs]

### Mayhem och mordet på Øystein Aarseth
En tid var Vikernes gitarrist i gruppen Old Funeral som spelade death metal av den gamla skolan. Han spelade även bas vid några tillfällen i black metal-bandet Mayhem under en period runt 1993. Samma år mördade han Mayhems gitarrist Øystein Aarseth, mera känd som Euronymous, i trappuppgången till dennes lägenhet. Vid rättegången följande år hävdade Vikernes att mordet var en typ av självförsvar, eftersom han hade råkat höra Euronyomous när denne pratade med en bekant om planer på att kidnappa och tortera Vikernes till döds. Vikernes dömdes till 21 års fängelse för mord och för tre fall av mordbränder av norska kyrkor och en klockstapel. Polisen fann över 100 kg sprängämnen hemma hos Vikernes när man grep honom. Media spekulerade i att han hade planerat att spränga Nidarosdomen i Trondheim. Enligt honom själv hade han sprängämnen för att kunna försvara sig om Norge blev angripet. Han ska också ha sagt att det var han som brände ned Fantofts stavkyrka.

### Fängelsetiden och nationalsocialismen
Under en tid i fängelset fortsatte Vikernes att släppa skivor under namnet Burzum. Han började även intressera sig för politik – framför allt för nationalsocialism och nationella grupperingar. Senare grundade han både Norsk Hednisk Front och Pangermansk Hednisk Front. Dessa hade en ideologi som påminner om den amerikanska organisationen Wotansvolk och förespråkade en blandning av nationalsocialism och hednisk tro. Norsk Hednisk Front fick även i Sverige en förgrening, som en tid hade verksamhet på internet (där den låg på Ariska Kampförbundets server). Skivsläppen blev mer sporadiska under denna tid; den sista skivan som spelades in under fängelsetiden, Hliðskjálf, kom 1999. År 2003 flydde Vikernes från en permission och gömde sig en tid innan han åter greps. Vikernes hade hotat en familj och tagit deras bil under flykten, och han bar vapen när han hittades. I fängelset författade han pamfletter om fornnordisk tro utifrån sitt eget perspektiv. Den 24 maj 2009 blev Vikernes frigiven från fängelset.
Enligt Vikernes själv är nationalsocialism inte rätt term för att beskriva hans åskådning. Han uppger istället att han är emot abrahamitiska religioner och tankesätt. Han vill inte kalla sin ideologi för nationalsocialism, utan odalism. Han har hävdat att han själv är en sann demokrat, men att dagens styrelseskick inte är demokratiskt i ordets rätta bemärkelse, då han menar att det inte har något som helst med folkviljan att göra.[källa behövs]

## Böcker
Under sin tid i fängelse har Vikernes författat flera böcker och skrifter utifrån inspiration från odinistiska tolkningar av asatro. Hans första bok släpptes 1996 och hade titeln Vargsmål. Bland hans andra mer spridda verk finns Germansk Mytologi og Verdensanskuelse (2000) och Irminsûl (2002).

## Diskografi
- Burzum demo 1 (1991)
- Burzum demo 2 (1991)
- Devoured Carcass (EP) (1991)
- Burzum promo 1992 (1992)
- Burzum (1992)
- Aske (EP) (1993)
- Det som engang var (1993)
- Hvis lyset tar oss (1994)
- De Mysteriis dom Sathanas (1994)
- Burzum/Aske (återutgåva) (1995)
- Filosofem (1996)
- Dauði Baldrs (1997)
- Burzum 1992-1998 (samling) (1998)
- Hliðskjálf (1999)
- Burzum Anthology (2002)
- Anthology 2 (2008)
- Belus (2010)
- Fallen (2011)
- Umskiptar (2012)
- Sôl austan, Mâni vestan (2013)
- The Ways of Yore (2014)
- Thulêan Mysteries (2020)

Burzum medverkar även på flera samlingar, bland dessa Presumed Guilty från 1998 och Fenriz Presents the best of Old School Black Metal från 2004. Bandet medverkar också på soundtracket till filmen Gummo. Ett flertal hyllningsskivor till bandet har också släppts: Visions (2002), A Man a Band a Symbol (2003), Wotan mit uns (2003), Burzum Tribute (2005) Burzum Tribute Attakk (2005), Lost Freedom (2007), och Life Has a New Meaning (2008).